# Seamer (Hambleton)
Seamer is een civil parish in het bestuurlijke gebied Hambleton, in het Engelse graafschap North Yorkshire.